# إدوين دي غراف
إدوين دي غراف (بالهولندية: Edwin de Graaf)‏ هو لاعب كرة قدم هولندي، ولد في 30 أبريل 1980 في لاهاي في هولندا. لعب مع أدو دين هاغ وفاينورد ونادي إكسلسيور ونادي هيبرنيان وناك بريدا.

## وصلات خارجية
- إدوين دي غراف على موقع قاعدة بيانات كرة القدم.إي يو (الإنجليزية)
- إدوين دي غراف على موقع Soccerbase.com (لاعب) (الإنجليزية)
- إدوين دي غراف على موقع Soccerway.com (الإنجليزية)
- إدوين دي غراف على موقع عالم كرة القدم.نت (الإنجليزية)